# Strana revolučního komunismu
Strana revolučního komunismu (rusky Партия революционного коммунисма) byla ruská politická strana. Vznikla roku 1918 a spolupracovala s bolševiky, s nimiž se roku 1920 spojila. Její předsedové byli M. A. Natanson, A. M. Ustinov a A. L. Kolegajev.